# سونگای پتانی
سونگای پتانی (به لاتین: Sungai Petani) یک شهر در مالزی است که در کداح واقع شده‌است.

## خصوصیات
سونگای پتانی ۴۴۳٬۴۵۸ نفر جمعیت دارد.